# سیبلو سناتلا
سیبلو سناتلا (انگلیسی: Seabelo Senatla؛ زادهٔ ۱۰ فوریهٔ ۱۹۹۳) بازیکن راگبی ۱۵ نفره اهل آفریقای جنوبی است. وی به خاطر سرعت و مهارتش در بازی در جام جهانی راگبی ۷ نفره شناخته شده است. او همچنین در تیم ملی راگبی ۱۵ نفره آفریقای جنوبی نیز بازی کرده است.
وی در مسابقات کشوری و بین‌المللی در مجموع برندهٔ ۲ مدال طلا، ۱ مدال برنز شده‌است.